# Clifton, Quận Grant, Wisconsin
Clifton là một thị trấn thuộc quận Grant, tiểu bang Wisconsin, Hoa Kỳ. Năm 2010, dân số của thị trấn này là 385 người.